# Incidente de profanación de cuerpos talibanes por soldados de la marina estadounidense

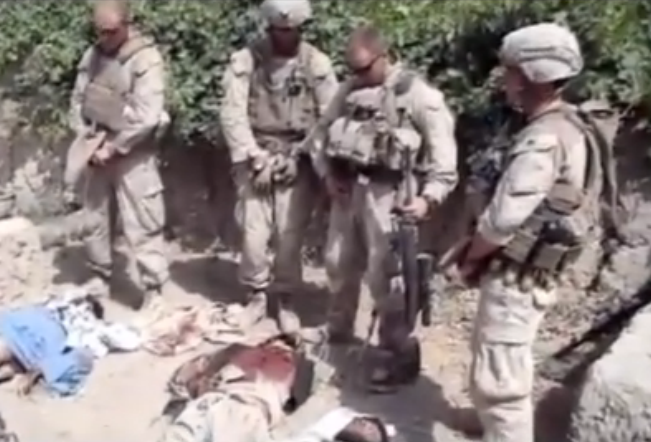
Captura del vídeo

El incidente de profanación de cuerpos talibanes por soldados de la marina estadounidense se refiere a la viralización de un vídeo en el año 2012 en el cual soldados de la marina estadounidense orinan sobre los cuerpos de los que al parecer serían combatientes talibanes de un área rural de Afganistán mientras ríen y bromean.
El video causó indignación en Afganistán, Oriente Medio y en todo el mundo. Un soldado afgano que mató a tiros cuatro soldados franceses en Afganistán e hirió a otros ocho seriamente declaró luego de ser capturado que lo hizo por venganza contra los soldados estadounidenses que orinaron en los cuerpos en el video.

## Circunstancias
Una investigación posterior revelaría que el incidente se produjo alrededor del 27 de julio de 2011 durante una operación de contrainsurgencia cerca de Sandala, distrito de Musa Qala en la provincia de Helmand, Afganistán. Un bastión talibán y un centro de producción de adormidera fueron los puntos donde se concentró gran parte de la confrontación.
Los infantes de marina que aparecían en el video, al parecer pertenecían al 3° batallón 2°, los cuales provenían desde el Campo Lejeune en Carolina del Norte. De los aproximadamente mil infantes de marina en el batallón, siete fueron asesinados durante el despliegue de la unidad que duró siete meses en la zona.

## Investigación

Región de Afganistán

El día posterior a la viralización del video, el cuerpo de marina estadounidense inició las investigaciones internas y criminales. El general James Amos, comandante del cuerpo de marina estadounidense, asignó al teniente general Steven Hummer la investigación interna. Además, el general Amos ordenó al Servicio Naval de Investigación Criminal que llevara a cabo una investigación. La profanación de cuerpos es un crimen bajo la ley militar de los Estados Unidos y las convenciones de Ginebra. El portavoz de la ISAF, coronel Gary Kolb, dijo a CNN: "En casos extremos, un acto como orinar en un cuerpo podría ser interpretado como un crimen de guerra".
Inicialmente, el general Amos designó al teniente general Thomas Waldhauser, el más alto de los marinos en Afganistán, para recibir los informes y decidir las acciones disciplinares y el castigo. Sin embargo, a principios de febrero, Amos se reunió con Waldhauser en los Emiratos Árabes Unidos, y discutieron el caso. Amos expresó su deseo de que los marinos involucrados fueran castigados duramente.
Tanto las investigaciones internas como las criminales concluyeron en marzo. Con base en la información recolectada, el teniente general Mills ordenó una nueva investigación sobre la posible mala conducta de los miembros de la unidad involucrada en el incidente más allá de los representados en el video. Esa investigación se completó en junio.

## Castigo

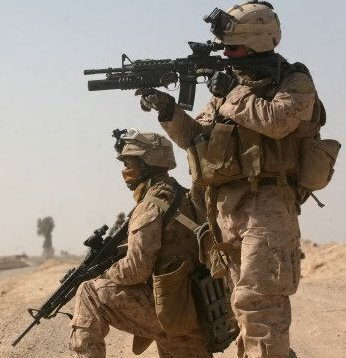
Un cabo marino y un cabo de la tripulación del 3er batallón, 6tos infantes de marina apuntan al enemigo durante la operación Moshtarak en la provincia afgana de Helmand

El 27 de agosto de 2012, el Cuerpo de Marinos de los Estados Unidos anunció que tres marinos involucrados en el incidente recibieron castigos administrativos no judiciales. También recibirán una marca permanente en sus registros que afectará cualquier promoción futura.
Los tres marinos no identificados que recibieron los castigos administrativos son todos suboficiales. Además, dos infantes de marina se declararon culpables de haber violado una orden general por "posesión indebida de una fotografía no oficial con víctimas humanas". Uno de ellos se declaró culpable de orinar en el cadáver de un talibán y otro de haber grabado el video. El tercer marino, el más alto de entre los tres suboficiales, se declaró culpable de haber "fallado en denunciar el maltrato de víctimas humanas por otros marinos" y por haber hecho una declaración falsa sobre su conocimiento del evento.
Un comunicado de prensa de la sede del teniente General Mills declaró: "Esperamos de los marinos a un alto nivel de comportamiento ético. El Cuerpo de Marina toma la mala conducta de los Marinos muy en serio y se compromete a responsabilizar a los responsables". La liberación indicó que los castigos adicionales son probables pues "las medidas disciplinarias contra otros infantes de marina implicados en el incidente serán anunciadas en una fecha posterior".
Dos marinos estadounidenses «los sargentos Joseph W. Chamblin y Edward W. Deptola» fueron acusados a mediados de septiembre de 2012 por "violaciones del Código Uniforme de Justicia Militar" por su participación en el incidente de micción. Los dos sargentos fueron oficialmente acusados de "posar para fotografías no oficiales con víctimas humanas", al no haber prevenido o denunciado de manera inapropiada los infantes de marina menores bajo su mando, el disparo indiscriminado de un lanzagranadas y el disparo indiscriminado de una ametralladora enemiga. El teniente general Mills remitió a ambos sargentos a un Tribunal Especial. Remitir casos a un Tribunal Especial Marcial omite las audiencias probatorias necesarias para proceder a una Corte Marcial General y también limita sus posibles castigos. Los castigos máximos disponibles bajo una Tribunal Marcial Especial son un año de confinamiento, una pérdida de dos tercios de pago por un año y una reducción al rango de Privado.

## Reacciones

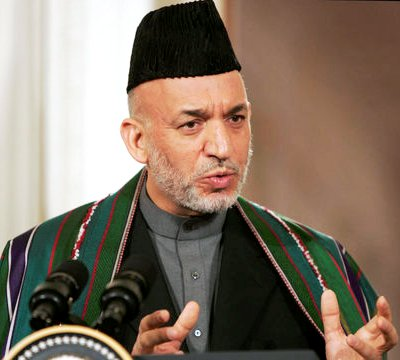
El presidente de la República Islámica de Afganistán, Hamid Karzai. Durante una junta con el presidente George W. Bush, (2006).

- El presidente afgano, Hamid Karzai, dijo que "el gobierno de Afganistán está profundamente perturbado por el video que muestra a soldados estadounidenses profanando cadáveres de tres afganos".[18][19]

- Arsala Rahmani, uno de los principales negociadores en el consejo de paz de Karzai, dijo que el video tendrá un "muy, muy mal impacto en los esfuerzos para obtener la paz" y que "mirando tal acción, los talibanes pueden fácilmente reclutar a jóvenes y decirles que su país ha sido atacado por cristianos y judíos y deben defenderlo ".[20]

- El Secretario de Defensa de los Estados Unidos, Leon Panetta, dijo: "He visto las imágenes y encuentro que el comportamiento en él es totalmente deplorable".[21]

- El congresista Allen West dijo: "Los marinos actúan mal, denles el castigo máximo bajo el nivel de grado de campo Artículo 15 (un castigo no judicial), coloquen una carta de reprimenda oficial en su archivo personal y déjenlos en uniforme completo detrás de su batallón, que cada uno de ellos se disculpe personalmente con Dios, el País y los cuerpos del video y que finalicen cantando el himno completo del Cuerpo de Marinos de memoria. Y para todos los demás, a menos que hayan sido fusilados por los talibanes, cierren la boca, que la guerra es el infierno".[22]
- Dana Loesch dijo en "The Dana Show". En la emisora de radio conservadora KFTK, "¿Puede alguien explicarme como se supone que sea un escándalo que alguien orine en el cadáver de un combatiente talibán? ¿Alguien que, como parte de una organización, asesinó a más de 3.000 estadounidenses?. Lo digo ahora, haría lo mismo. Así soy yo. Quiero un millón de puntos para estos geniales chicos. ¿Es duro decir esto a la gente? Pero, vamos gente, esto es una guerra. La gente piensa que no soy políticamente correcta. Te lo digo. Pero ellos piensan que solo vamos a sentarnos a tomar el té." A esto también añadió: "¿Tengo algún problema con eso como ciudadana americana? No, no lo tengo."[23]

- Goldie Taylor, un ex marino respondió a las observaciones de Loesch con que era "asqueroso", agregando que "cuestionaría la integridad de alguien al decir que 'se las bajaría' y haría lo mismo".[24]

- Un portavoz de los talibanes dijo: "Primero mataron a los afganos con morteros y luego orinaron en sus cuerpos, condenamos enérgicamente esta acción inhumana de los salvajes soldados estadounidenses".[25]

- La secretaria de Estado Hillary Clinton dijo que creía que los hombres podrían ser culpables de un crimen de guerra.[9]